# Challenger de Cali 2022
El torneo Cali Open 2022 fue un torneo de tenis perteneció al ATP Challenger Tour 2022 en la categoría Challenger 80. Se trató de la 1.ª edición, el torneo tuvo lugar en la ciudad de Cali (Colombia), desde el 27 de junio hasta el 2 de julio de 2022 sobre pista de tierra batida al aire libre.

## Jugadores participantes del cuadro de individuales
| Favorito | País                 | Jugador               | Rank1 | Posición en el torneo |
| -------- | -------------------- | --------------------- | ----- | --------------------- |
| 1        | Bandera de Chile     | Tomás Barrios         | 131   | Segunda ronda         |
| 2        | Bandera de Argentina | Facundo Mena          | 162   | CAMPEÓN               |
| 3        | Bandera de Argentina | Juan Pablo Ficovich   | 168   | Segunda ronda         |
| 4        | Bandera de Brasil    | Felipe Meligeni Alves | 213   | Cuartos de final      |
| 5        | Bandera de Argentina | Francisco Comesaña    | 239   | Primera ronda, retiro |
| 6        | Bandera de Austria   | Gerald Melzer         | 245   | Segunda ronda         |
| 7        | Bandera de Chile     | Gonzalo Lama          | 250   | Primera ronda         |
| 8        | Bandera de Serbia    | Miljan Zekić          | 271   | FINAL                 |

- 1 Se ha tomado en cuenta el ranking del 20 de junio de 2022.

### Otros participantes
Los siguientes jugadores recibieron una invitación (wild card), por lo tanto ingresan directamente al cuadro principal (WC):
- Mateo Gómez
- Andrés Urrea
- Tomás Barrios

Los siguientes jugadores ingresan al cuadro principal tras disputar el cuadro clasificatorio (Q):
- Mateus Alves
- Román Andrés Burruchaga
- Nick Chappell
- Yun-seong Chung
- Juan Bautista Otegui
- Matías Zukas

## Campeones

### Individual Masculino
- Facundo Mena derrotó en la final a  Miljan Zekić, 6–2, 7–6(3)

### Dobles Masculino
- Malek Jaziri /  Adrián Menéndez Maceiras derrotaron en la final a  Keegan Smith /  Evan Zhu, 7–5, 6–4